# Insieme finito
In matematica, un insieme {\displaystyle X} è detto finito se esiste una corrispondenza biunivoca (ossia una biiezione) tra un numero naturale {\displaystyle n} visto come insieme e {\displaystyle X}.
I numeri naturali sono {\displaystyle 0=\emptyset } (dove {\displaystyle \emptyset } denota l'insieme vuoto), {\displaystyle 1=\{0\}}, {\displaystyle 2=\{0,1\}=1\cup \{1\}}, etc. Ad esempio l'insieme {\displaystyle X:=\left\{e,\pi ,e^{\pi }\right\}} è finito perché la funzione {\displaystyle f:\left\{0,1,2\right\}\rightarrow X} definita mediante {\displaystyle f(0):=e,\ f(1):=\pi ,\ f(2):=e^{\pi }} è una biiezione tra {\displaystyle 3=\{0,1,2\}} e {\displaystyle X}.
Per poter definire il numero di elementi di un insieme finito {\displaystyle X} occorre dimostrare la seguente affermazione: se esistono {\displaystyle n,m\in \mathbb {N} } numeri naturali, {\displaystyle f:n\rightarrow X} e {\displaystyle g:m\rightarrow X} biiezioni allora {\displaystyle n=m}.
Per dimostrare tale affermazione si considera la funzione composta {\displaystyle g^{-1}f:n\rightarrow m} che è ancora una biiezione. Basta quindi mostrare che dati {\displaystyle n,m\in \mathbb {N} } numeri naturali, se {\displaystyle n\rightarrow m} è una biiezione allora {\displaystyle n=m}. Questo ultimo fatto si dimostra per induzione.
Infatti, sia {\displaystyle S\subseteq \mathbb {N} } il sottoinsieme degli {\displaystyle n\in \mathbb {N} } tali che se esiste una funzione biiettiva {\displaystyle n\rightarrow m} e {\displaystyle m\in \mathbb {N} } allora {\displaystyle n=m}. Si ha che {\displaystyle 0\in \mathbb {N} }  in quanto esiste un’unica {\displaystyle \emptyset \rightarrow m}  ed è biiettiva se e solo se {\displaystyle m=\emptyset =0}. Supponiamo ora che {\displaystyle n\in S} e mostriamo che {\displaystyle n\cup \{n\}\in S}.
Sia {\displaystyle \tau :n\cup \{n\}\rightarrow m} biiettiva quindi {\displaystyle m\neq 0} ed {\displaystyle m=k\cup \{k\}}. A meno di scambi possiamo sempre supporre che {\displaystyle \tau (n)=k} e quindi {\displaystyle \tau \mid _{n}:n\rightarrow k} è biiettiva. Per ipotesi induttiva {\displaystyle n\in S} quindi {\displaystyle n=k} e {\displaystyle n\cup \{n\}=m} dunque {\displaystyle n\cup \{n\}\in S}. Abbiamo visto che {\displaystyle S\subseteq \mathbb {N} } è induttivo dunque {\displaystyle S=\mathbb {N} }.
Quanto visto consente di definire il numero di elementi di un insieme finito {\displaystyle X} come l'unico numero naturale {\displaystyle n} tale che esiste una biiezione tra {\displaystyle n} e {\displaystyle X}. Tale numero si indica con {\displaystyle \#X} oppure con {\displaystyle |X|} e si dice anche cardinalità di {\displaystyle X}. Inoltre, si ha che  {\displaystyle \#\emptyset =0}.
Ad esempio, l'insieme {\displaystyle X=\left\{e,\pi ,e^{\pi }\right\}} ha {\displaystyle 3} elementi, cioè {\displaystyle \#X=3}. Inoltre,  {\displaystyle \#\left\{X,-12,18,\pi \right\}=4}  e  {\displaystyle \#\left\{1,2,1,1\right\}=2}
Un insieme si dice infinito se non è finito. Esistono altre definizioni di insieme infinito, equivalenti a questa assumendo l'assioma della scelta, che si adoperano in matematica a seconda delle esigenze dimostrative.